# Achillas z Alexandrie
Svatý Achillas Alexandrijský byl biskup a teolog, který žil ve 4. století, v době různých sporů v církvi. V této době působil jako biskup a ředitel Alexandrijské katechetické školy v egyptském městě Alexandrie, jednom z nejvýznamnějších měst tehdejšího světa. Vysvětil Aria, který začal vytvářet jeden z heretických směrů, později zvané ariánství. Když Achillas zjistil, že káže nepravdy, podnikl k obraně víry kroky, ale byl napaden Ariem a jeho stoupenci. Útočili na něj meletianisté pro jeho ortodoxní křesťanství. Alexandrijský koncil Aria vyhnal do Palestiny. Achillas se toho ale nedožil a zemřel v červnu 313.
Jeho svátek se slaví 7. listopadu.